# Овчинников Андрій Олександрович
Овчинников Андрій Олександрович (1 травня 1961, Ангарськ) — український і радянський хокеїст, а згодом тренер.

## Спортивна кар'єра
Вихованець ангарського хокею. Розпочинав у дитячій команді «Торпедо» під керівництвом В'ячеслава Соколова. Брав участь у турнірі «Золота шайба». Разом з наставником перейшов до юнацької команди «Єрмака». Тренери створили атакувальну ланку Земченко — Земко — Овчинников, і в такому складі вона виступала за сибірський клуб, київський «Сокіл» та молодіжну збірну Радянського Союзу. У команді майстрів «Єрмака» дебютував у 17 років. За два сезони виступів у другій лізі закинув 17 шайб.
Влітку 1980 року Земка і Овчинникова запросили до «Сокола», а Земченко там вже виступав з кінця минулого сезону. У складі молодіжної збірної СРСР здобув бронзову нагороду на чемпіонаті світу 1981 року в Німеччині. На турнірі провів п'ять матчів і двічі вразив ворота суперників. Наступного сезону встановив особистий рекорд результативності — 16 голів у лізі. Майже весь час був основним гравцем київського клубу. Вніс вагомий внесок у здобуття бронзових медалей чемпіонату 1984/85. За «Сокіл» виступав до 1996 року. Всього за «Сокіл» у вищій лізі чемпіонату СРСР і Міжнаціональній хокейній лізі провів 521 матч, закинув 92 шайби, зробив 53 результативні передачі.
З 1985 по 1987 рік здебільшого виступав за іншу київську команду — ШВСМ. У першому сезоні клуб переміг у західній зоні другої ліги, а наступного — вдало виступив у першій лізі. Всього за ШВСМ провів 116 матчів, закинув 39 шайб, зробив 31 результативну передачу.
В подальшому виступав за «Нойвід» (Німеччина), «Нафтохімік» (Нижньокамськ), «Рубін» (Тюмень), «Калікс» (Швеція), «Крила Рад» (Москва), «Крижинка» (Київ), «Липецьк» (Росія), «Зволен» (Словаччина), «Барселона», «Пучсарда», «Хака» (усі — Іспанія). Завершив виступи у сезоні 2009/10 на посаді граючого тренера донецького «Донбаса». Всього за 29 років ігрової кар'єри провів 743 матчі, закинув 154 шайби, зробив 170 результативних передач.
У складі збірної України на чемпіонатах світу 1996 (група C) і 1997 (група C) провів 12 матчів, три голи і п'ять результативних передач.
Тренерську діяльність розпочав у Іспанії. Потім працював у тренерському штабові «Донбасу». Під його керівництвом «Білий барс» (Біла Церква) переміг у чемпіонаті України 2012/13 серед юніорів.
Після завершення активної спортивної кар'єри активно грає в хокей на аматорському рівні. В часи пандемії важко перехворів коронавірусом.

## Досягнення
- Бронзовий призер чемпіонату СРСР (1): 1985
- Бронзовий призер молодіжного чемпіонату світу (1): 1981